# Majed Abu Maraheel
Majed Abu Maraheel (arabisch ماجد أبو مراحيل, DMG Māǧid Abū Marāḥīl; geboren 5. Juni 1963 im Flüchtlingslager Nuseirat; gestorben 11. Juni 2024 ebenda) war ein palästinensischer Langstreckenläufer und Trainer.

## Sportlicher Werdegang
Die Familie von Abu Maraheel lebte in Beerscheba in der Negev, wo sie Land besaß. 1948 flüchtete sie während des Palästinakrieges und lebte seitdem in einem Flüchtlingslager im Gazastreifen, wo Abu Maraheel 1963 geboren wurde.
Als Jugendlicher wollte Abu Maraheel Fußballspieler werden. Mit zwölf Jahren verließ er die Schule und arbeitete fortan als Tagelöhner in Israel. Um fit zu bleiben, lief er täglich 20 Kilometer bis zur Grenze bei Erez. Schon bald nahm er an Wettkämpfen in Gaza-Stadt teil, gewann 1995 das Olympic Day Festival und wurde von Jassir Arafat ausgezeichnet. Im selben Jahr wurde er bei den arabischen Leichtathletikmeisterschaften in Kairo Neunter über 10.000 Meter. Majed gab seinen Job als Arbeiter in Israel auf, trat dem Sicherheitsdienst der Palästinensischen Autonomiebehörde bei und gehörte zu Arafats Leibwache Force 17. 1991 wurde er von israelischen Soldaten angeschossen, als er gemeinsam mit Kindern angetroffen wurde, die zuvor Steine auf die Soldaten geworfen hatten. Dabei wurde er am Arm verletzt.
1996 startete Majed Abu Maraheel bei den Olympischen Spielen in Atlanta im 10.000-Meter-Lauf und belegte mit einer Zeit von 34:40,50 Minuten den letzten Platz in seinem Vorlauf. Er war der erste Olympionike seines Landes und bei diesen Spielen der einzige, so dass er auch die Fahne seines Landes trug. Israel hatte gegen die Teilnahme einer palästinensischen Mannschaft mit eigener Flagge Protest eingelegt, den das IOC jedoch zurückwies.
Nach seiner aktiven Zeit als Leichtathlet war Abu Maraheel als Trainer tätig und betreute die nächste Generation palästinensischer Läufer wie 2008 Nader al-Masri bei den Olympischen Spielen in Peking und 2012 Bahaa al-Farra und Woroud Sawalha bei den Spielen in London.
Abu Maraheel starb am 11. Juni 2024 im Alter von 61 Jahren an Nierenversagen. Laut palästinensischen Medien konnte er wegen des Krieges mit Israel nicht medizinisch versorgt werden. Seine Familie habe vergeblich versucht, ihn in ein Krankenhaus nach Ägypten zu bringen, sei aber am geschlossenen Grenzübergang in Rafah gescheitert.